# 바인 쯩
바인 쯩(베트남어: bánh chưng)은 베트남의 뗏(새해) 음식이다. 바나나 잎이나 코코넛 잎, 또는 라종 잎에 불린 찹쌀과 간 녹두, 양념한 돼지고기 등을 넣고, 네모나게 싸서 삶아 만든다.

## 이름
베트남어 "바인(bánh)"은 한자 "餠(한국 한자음: 병)"에서 나온 말로, 쌀가루나 밀가루 등 곡분이나 찧은 밥 등으로 만든 음식을 두루 일컫는다. "쯩(chưng)"은 한자 "蒸(한국 한자음: 증)"에서 나온 말로, "끓이다" 또는 "삶다"라는 뜻이다.

## 사진 갤러리

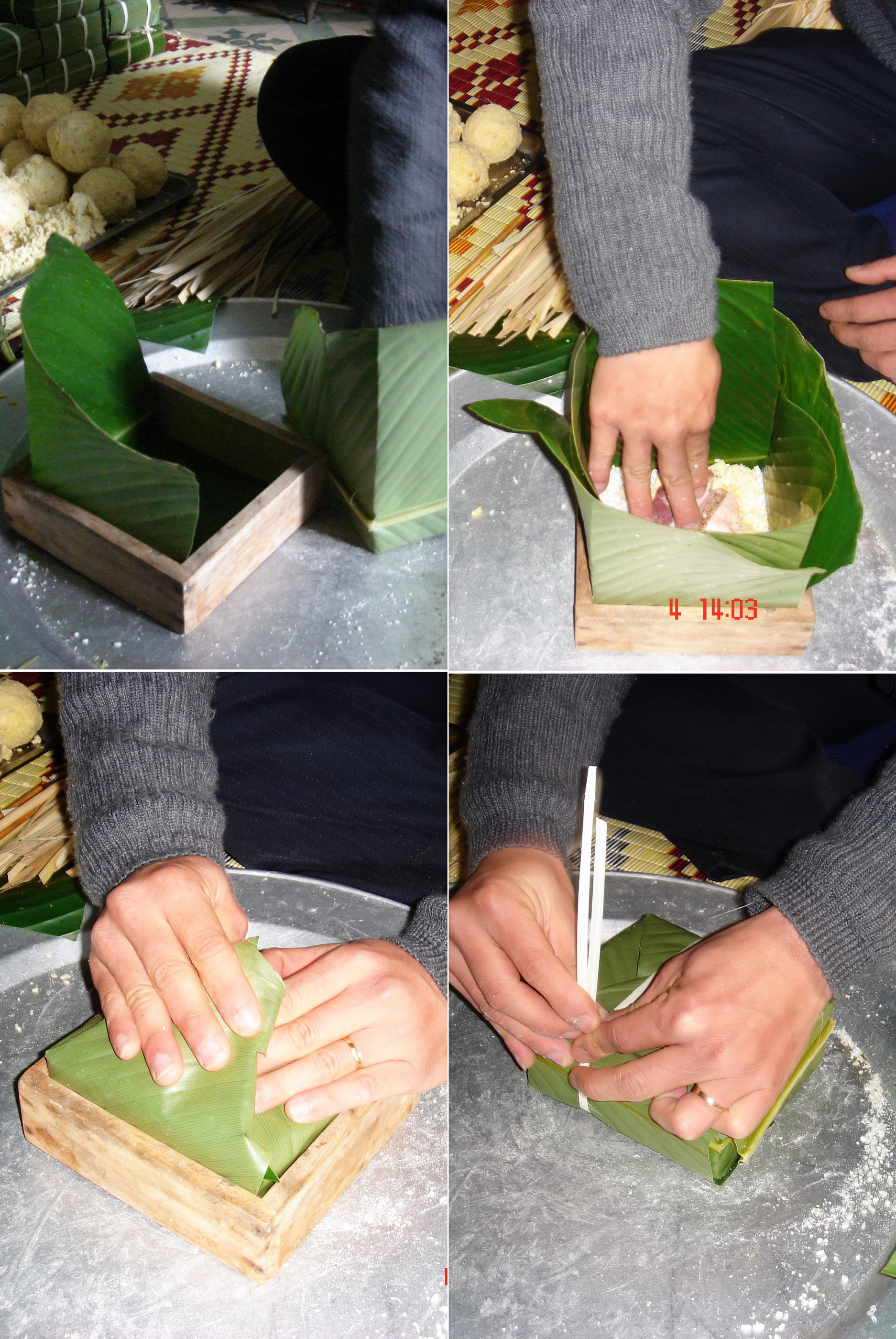
틀에 넣어 바인 쯩 만들기
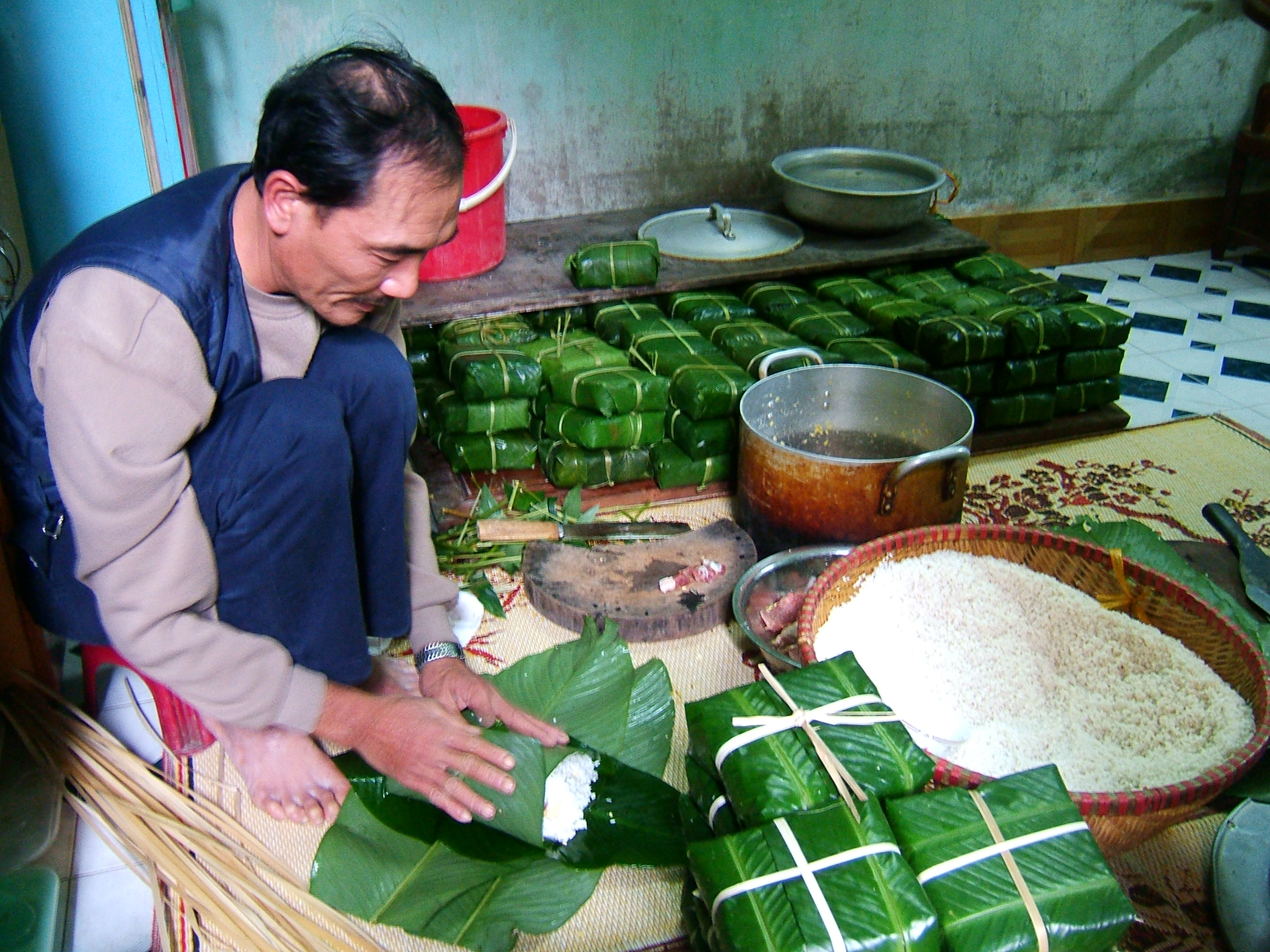
바인 쯩을 만드는 베트남인
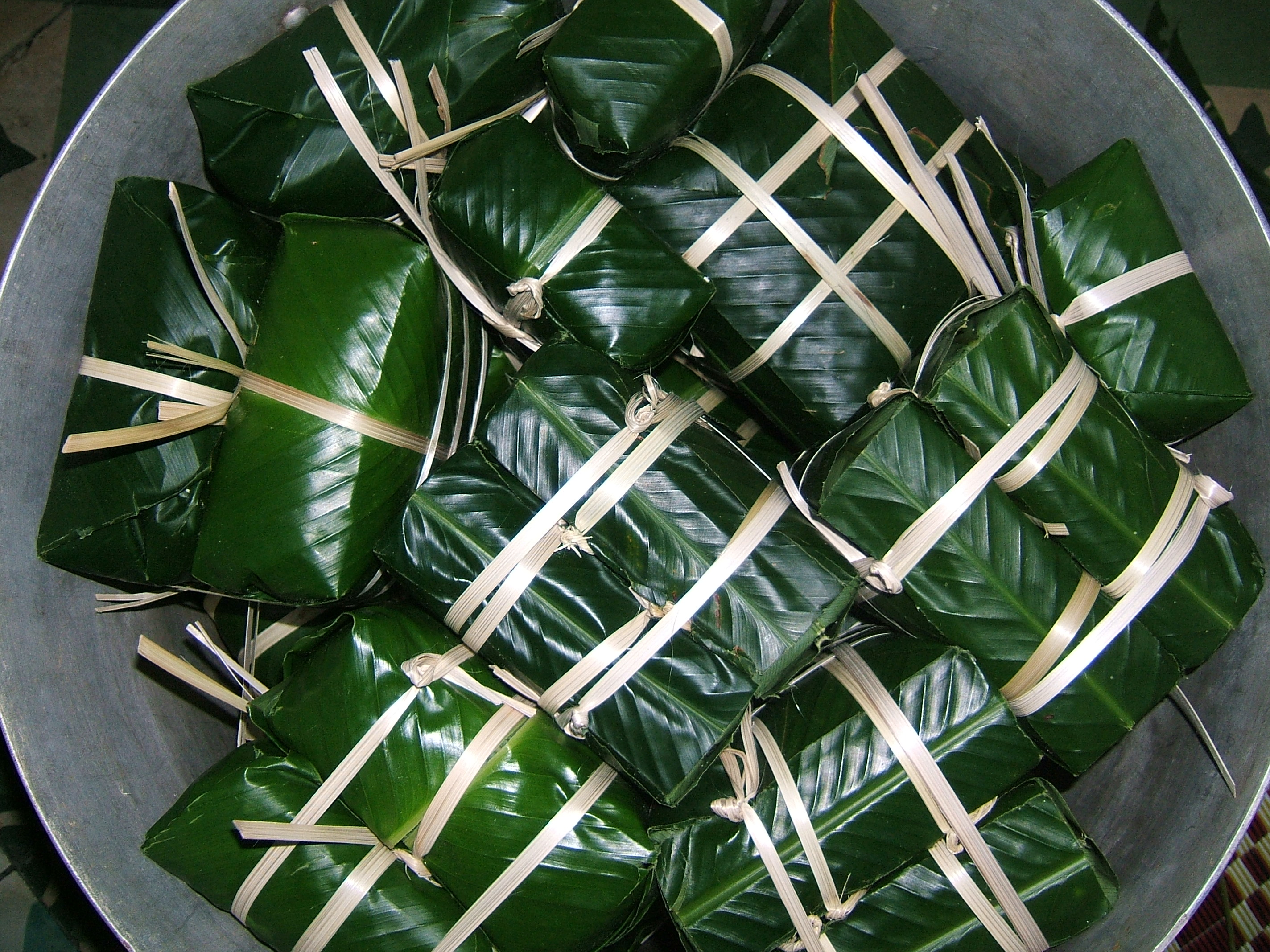
바인 쯩 찌기
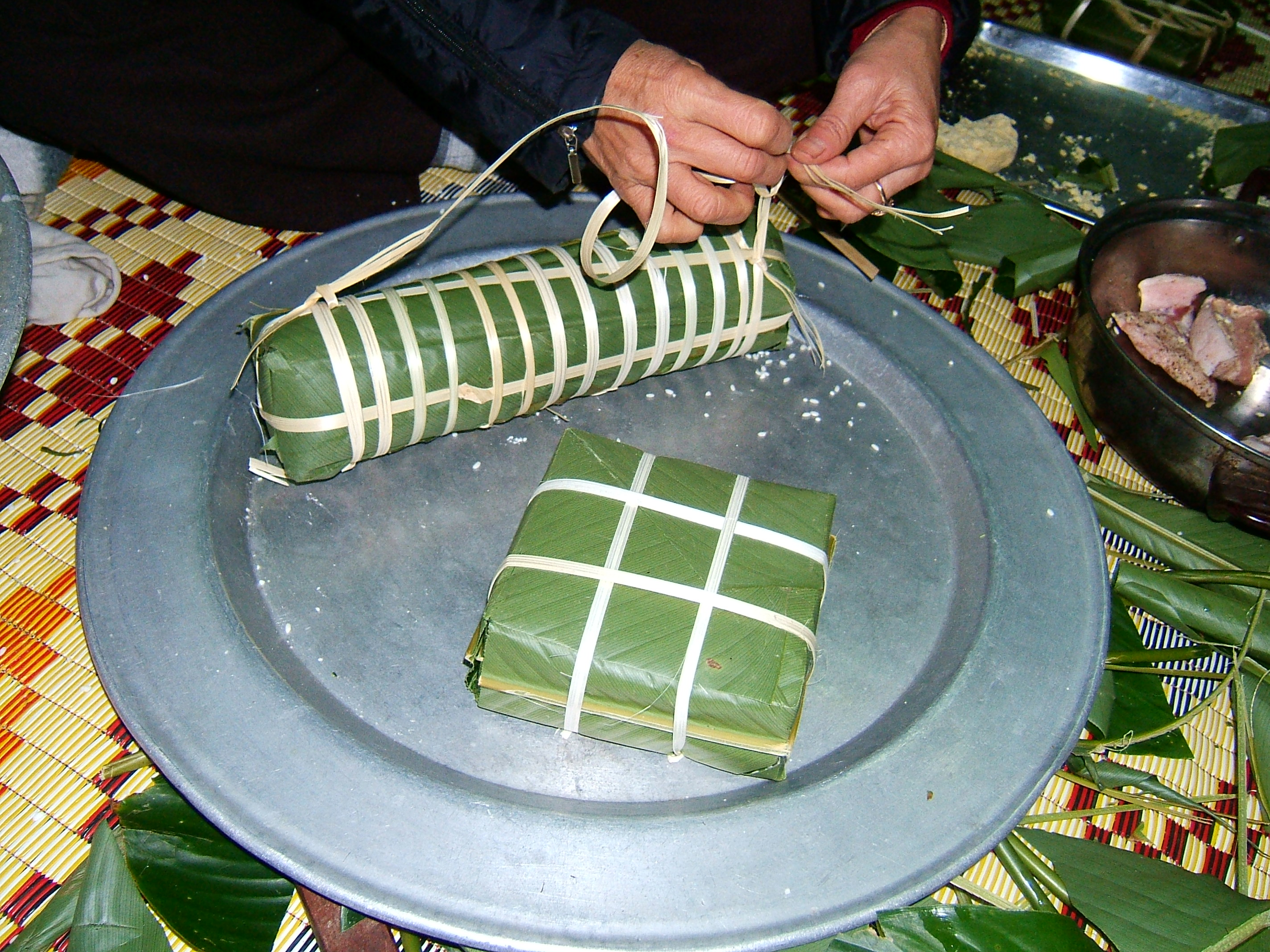
네모난 바인 쯩과 길쭉한 바인 때
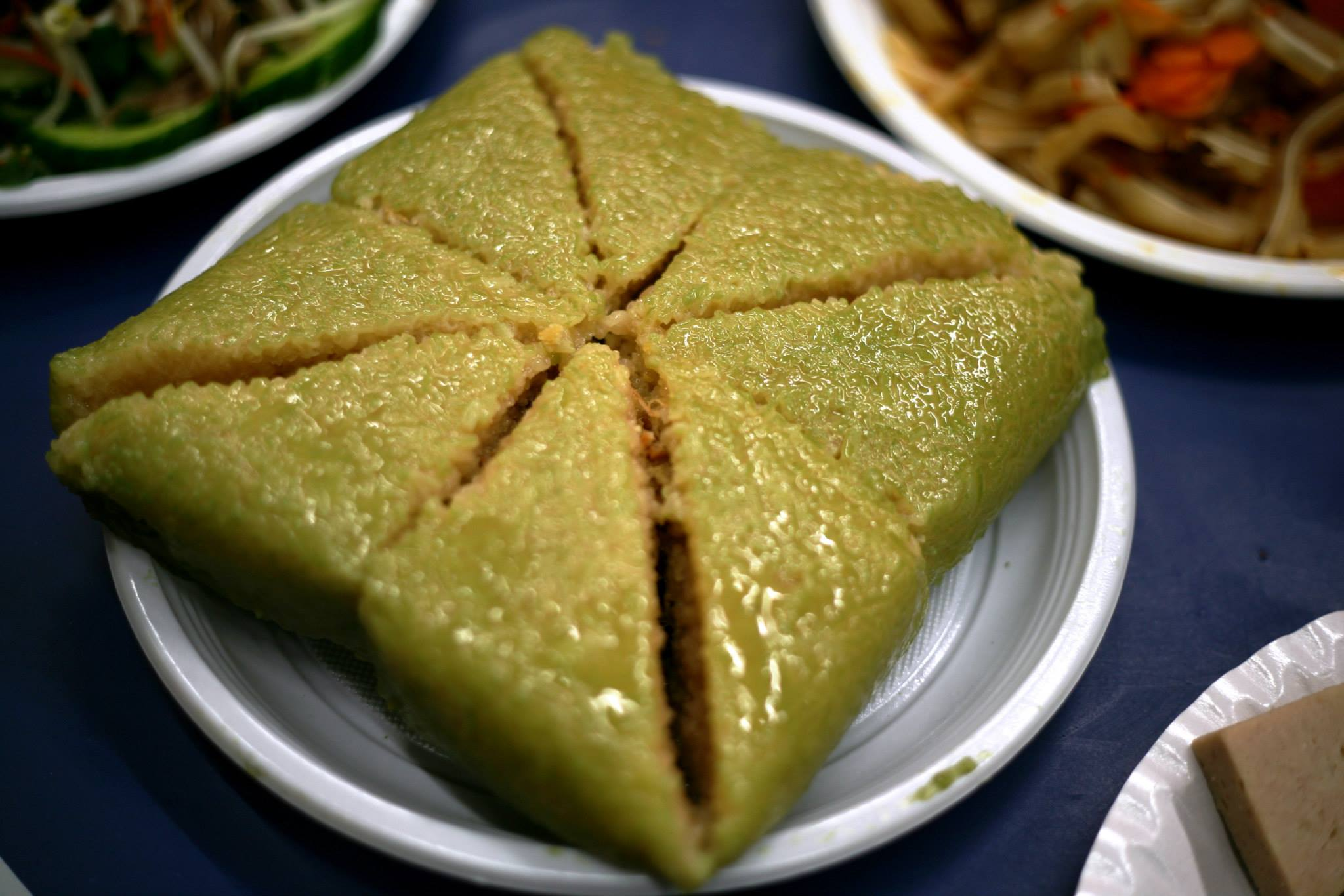
껍질 벗겨 썬 바인 쯩

## 같이 보기
- 바인 때
- 쭝쯔